# Mania Velichia
Mania velichia (in lingua russa: Мания Величия) è il primo album in studio del gruppo musicale russo Aria, pubblicato nel 1985.

## Tracce
1. Это Рок – 5:54 (testo: Alexander Yelin – musica: Vladimir Holstinin, Alik Granovsky)
2. Тореро – 5:29 (testo: Margarita Pushkina – musica: Granovsky)
3. Волонтёр – 8:24 (testo: Yelin – musica: Holstinin, Granovsky)
4. Бивни Чёрных Скал – 4:51 (testo: Yelin – musica: Granovsky)
5. Мания Величия – 1:49 (testo: (instrumental) – musica: Kirill Pokrovsky)
6. Жизнь Задаром – 4:19 (testo: Yelin – musica: Holstinin, Granovsky)
7. Мечты – 5:16 (testo: Yelin – musica: Valery Kipelov)
8. Позади Америка – 5:14 (testo: Yelin – musica: Holstinin, Granovsky, Pokrovsky)

## Formazione
- Valery Kipelov - voce
- Vladimir Holstinin - chitarra
- Alik Granovsky - basso
- Aleksander Lvov - batteria
- Kirill Pokrovsky - tastiera